# Ieren in Nederland
Met Ieren in Nederland worden in Nederland wonende Ieren, of Nederlanders van Ierse afkomst aangeduid. Volgens het Centraal Bureau voor de Statistiek (CBS) woonden er per 1 januari 2019 zo’n 10.245 Nederlanders met een Ierse migratieachtergrond in Nederland. Verder heeft een groot deel van de Britten in Nederland (gedeeltelijk) Iers bloed.
| Mannen       | 3.308 | 3.340 | 3.667 | 3.952 | 4.560 | 5.344  |
| Vrouwen      | 3.456 | 3.508 | 3.769 | 3.864 | 4.285 | 4.901  |
| aantal Ieren | 6.764 | 6.848 | 7.436 | 7.816 | 8.845 | 10.245 |

## Bekende Ieren
- Dolf Jansen
- Anne Maguire
- Barry Maguire
- Sandy Walsh
- Caroline van der Plas